# Normal, Ohio
Normal, Ohio est série télévisée américaine en 13 épisodes de 22 minutes, créée par Terry Turner, Bonnie Turner et Bob Kushell et dont seulement sept épisodes ont été diffusés entre le 1er novembre et le 13 décembre 2000 sur le réseau Fox. 
En France, la série a été diffusée à partir du 24 février 2002 sur RTL9.

## Synopsis
William « Butch » Gamble est un homme gay de retour dans sa ville natale dans le Midwest. En dépit de son orientation sexuelle, Butch montre de nombreux traits de la masculinité américaine, y compris l'amour pour le football et la bière, et quelques-uns des traits des stéréotypes associés aux hommes gais qui sont indiqués que dans certains moments isolés.

## Distribution
- John Goodman (V. F. : Patrick Préjean) : William « Butch » Gamble
- Joely Fisher (V. F. : Josiane Pinson) : Pamella
- Anita Gillette (V. F. : Anne Ludovik) : Joan Gamble
- Orson Bean (V. F. : Roger Carel) : William « Bill » Gamble Sr.
- Mo Gaffney (V. F. : Marie-Laure Beneston) : Elizabeth
- Charles Rocket (V. F. : Gérard Rinaldi) : Danny

## Épisodes
1. Le retour du fils (Homecoming Queen)
2. Sacrés secrets (Foreign Affairs)
3. Surprise-partie (Caught on Tape)
4. Réunion de famille (A Thanksgiving Episode)
5. Reprendre n'est pas voler (Buyer's Remorse)
6. La fin justifie les moyens (Working Girl)
7. Un Noël comme les autres (Just Another Normal Christmas)
8. Vice caché (Pamela's New Boyfriend)
9. Vite oubliés, vite revenus (Forgetten, Bur Not Gone)
10. Le préféré (The Favorite)
11. L'homme qui tombe à pic (He Always Gets Hit Man)
12. La bague au doigt (Charile's Gamble)